# فوتبال در بازی‌های آسیایی
مسابقات فوتبال مردان در بازی‌های آسیایی از اولین دوره (۱۹۵۱) تاکنون یکی از ورزش‌های ثابت این مسابقات بوده‌است. فوتبال زنان نیز از سال ۱۹۹۰ به بازی‌های آسیایی اضافه شده است.
پر افتخارترین تیم این بازی‌ها تیم ملی فوتبال زیر ۲۳ سال کره جنوبی با ۵ قهرمانی می‌باشد .
از بازی‌های آسیایی ۲۰۰۲ همانند بازی‌های المپیک برای بازیکنان فوتبال محدودیت سنی اعمال شده است، به صورتی فقط ۳ بازیکن بالای زیر ۲۳ سال می‌توانند در مسابقات شرکت کنند و مابقی بازیکنان باید زیر ۲۳ سال باشند.

## بررسی وضعیت تیم های شرکت کننده در المپیک برای صعود
برای صعود تیم‌ها از مرحله گروهی مسابقات قهرمانی زیر ۲۳ سال آسیا که در آن قانون بازی رو در رو و سپس تفاضل گل مورد توافق فدراسیون های کشورهای عضو قرار گرفته است، در صورت تساوی امتیاز تیم‌ها، بازی رو در رو تعیین‌کننده خواهد بود. در صورت برابری شرایط سه تیم از چهار تیم و یا هر چهار تیم (به طور مثال شرایط تیم ایران، سوریه و قطر در قهرمانی زیر ۲۳ سال آسیا که تیم ها رو در رو یکدیگر را شکست داده‌اند و هر سه تیم چین را شکست داده‌اند) نظر به اینکه هر سه تیم در بازی‌های رو در رو مقابل یکدیگر صاحب پیروزی شده‌اند (ایران مقابل سوریه، سوریه مقابل قطر و قطر مقابل ایران) بازی رو در رو نمی‌تواند تعیین‌کننده باشد و تفاضل گل و بعد از آن گل زده معیار انتخاب تیم‌های صعودکننده خواهد بود.
تبصره ۱ از بند ۱۶ قانون المپیک:
معیار استفاده از تفاضل گل برای تعیین تیم اول خواهد بود و تیم دوم به وسیله نتیجه بازی رو در روی دو تیم دیگر انتخاب خواهد شد.
تبصره۲:
در صورت تساوی بازی بین تیمهای مدعی دومی تفاضل گل و سپس گل زده ملاک عمل خواهد بود.
تبصره ۳:
در صورت برابری تمام شرایط نتایج تیم اول از نتایج دو تیم بعدی کسر و تیم دوم براساس تفاضل گل جدید انتخاب خواهد شد.
تبصره ۴:
در صورت تساوی تمام شرایط جدید یک بازی پلی آف بین دو تیم مدعی دومی صورت خواهد گرفت.در قوانین ای اف سی قوانین صعود بر اساس امتیاز، تفاضل گل، گل زده، گل خورده و بازی رو در رو تعریف شده است.

## مسابقات مردان

### خلاصه ادوار برگزار شده
| ۱۹۵۱ جزئیات | دهلی نو, هند        | · هند         | ۱–۰                        | · ایران             | · ژاپن              | ۲–۰                        | · افغانستان    |
| ۱۹۵۴ جزئیات | مانیل, فیلیپین      | · جمهوری چین  | ۵–۲                        | · کرهٔ جنوبی         | · برمه              | ۵–۴                        | · اندونزی      |
| ۱۹۵۸ جزئیات | توکیو, ژاپن         | · جمهوری چین  | ۳–۲                        | · کرهٔ جنوبی         | · اندونزی           | ۴–۱                        | · هند          |
| ۱۹۶۲ جزئیات | جاکارتا, اندونزی    | · هند         | ۲–۱                        | · کرهٔ جنوبی         | · مالزی             | ۴–۱                        | · ویتنام جنوبی |
| ۱۹۶۶ جزئیات | بانکوک, تایلند      | · برمه        | ۱–۰                        | · ایران             | · ژاپن              | ۲–۰                        | · سنگاپور      |
| ۱۹۷۰ جزئیات | بانکوک, تایلند      | · کرهٔ جنوبی · | ۰–۰ وقت اضافه۱             | · برمه              | · هند               | ۱–۰                        | · ژاپن         |
| ۱۹۷۴ جزئیات | تهران, ایران        | · ایران       | ۱–۰                        | · اسرائیل           | · مالزی             | ۲–۱                        | · کرهٔ شمالی    |
| ۱۹۷۸ جزئیات | بانکوک, تایلند      | · کرهٔ جنوبی   | ۰–۰ وقت اضافه۱             | · کرهٔ شمالی         | · چین               | ۱–۰                        | · عراق         |
| ۱۹۸۲ جزئیات | دهلی نو, هند        | · عراق        | ۱–۰                        | · کویت              | · عربستان سعودی     | ۲ - ۰                      | · کرهٔ شمالی    |
| ۱۹۸۶ جزئیات | سئول, کره جنوبی     | · کرهٔ جنوبی   | ۲–۰                        | · عربستان سعودی     | · کویت              | ۵–۰                        | · اندونزی      |
| ۱۹۹۰ جزئیات | پکن, چین            | · ایران       | ۰–۰ وقت اضافه (۴–۱) پنالتی | · کرهٔ شمالی         | · کرهٔ جنوبی         | ۱–۰                        | · تایلند       |
| ۱۹۹۴ جزئیات | هیروشیما, ژاپن      | · ازبکستان    | ۴–۲                        | · چین               | · کویت              | ۲–۱                        | · کرهٔ جنوبی    |
| ۱۹۹۸ جزئیات | بانکوک, تایلند      | · ایران       | ۲–۰                        | · کویت              | · چین               | ۳–۰                        | · تایلند       |
| ۲۰۰۲ جزئیات | پوسان, کره جنوبی    | · ایران       | ۲–۱                        | · ژاپن              | · کرهٔ جنوبی         | ۳–۰                        | · تایلند       |
| ۲۰۰۶ جزئیات | دوحه, قطر           | · قطر         | ۱–۰                        | · عراق              | · ایران             | ۱–۰ وقت اضافه              | · کرهٔ جنوبی    |
| ۲۰۱۰ جزئیات | گوانگ‌ژو, چین        | · ژاپن        | ۰-۱                        | · امارات متحدهٔ عربی | · کرهٔ جنوبی         | ۳-۴                        | · ایران        |
| ۲۰۱۴ جزئیات | اینچئون, کره جنوبی  | · کرهٔ جنوبی   | ۱–۰ وقت اضافه              | · کرهٔ شمالی         | · عراق              | ۱–۰                        | · تایلند       |
| ۲۰۱۸ جزئیات | جاکارتا, اندونزی    | · کرهٔ جنوبی   | ۱-۲                        | · ژاپن              | · امارات متحدهٔ عربی | ۱–۱ وقت اضافه (۴–۳) پنالتی | · ویتنام       |
| ۲۰۲۲ جزئیات | هانگژو, چین         | · کرهٔ جنوبی   | ۱-۲                        | · ژاپن              | · ازبکستان          | ۰-۴                        | · هنگ کنگ      |
| ۲۰۲۶ جزئیات | ناگویا, ژاپن        |               |                            |                     |                     |                            |                |
| ۲۰۳۰ جزئیات | دوحه, قطر           |               |                            |                     |                     |                            |                |
| ۲۰۳۴ جزئیات | ریاض, عربستان سعودی |               |                            |                     |                     |                            |                |

۱به صورت مشترک

### جدول مدال‌ها
| تیم               | طلا                                     | نقره                 | برنز                 |
| ----------------- | --------------------------------------- | -------------------- | -------------------- |
| کرهٔ جنوبی         | ۶ (۱۹۷۰، ۱۹۷۸، *۱۹۸۶، *۲۰۱۴ ۲۰۱۸، ۲۰۲۲) | ۳ (۱۹۵۴، ۱۹۵۸، ۱۹۶۲) | ۳ (*۱۹۹۰،۲۰۰۲، ۲۰۱۰) |
| ایران             | ۴ (*۱۹۷۴، ۱۹۹۰، ۱۹۹۸، ۲۰۰۲)             | ۲ (۱۹۵۱، ۱۹۶۶)       | ۱ (۲۰۰۶)             |
| هند               | ۲ (*۱۹۵۱، ۱۹۶۲)                         |                      | ۱ (۱۹۷۰)             |
| برمه              | ۲ (۱۹۶۶، ۱۹۷۰)                          |                      | ۱ (۱۹۵۴)             |
| تایوان#           | ۲ (۱۹۵۴، ۱۹۵۸)                          |                      |                      |
| ژاپن              | ۱ (۲۰۱۰)                                | ۳ (۲۰۰۲، ۲۰۱۸، ۲۰۲۲) | ۲ (۱۹۵۱، ۱۹۶۶)       |
| کرهٔ شمالی         | ۱ (۱۹۷۸)                                | ۲ (۱۹۹۰، ۲۰۱۴)       |                      |
| عراق              | ۱ (۱۹۸۲)                                | ۱ (۲۰۰۶)             | ۱ (۲۰۱۴)             |
| ازبکستان          | ۱ (۱۹۹۴)                                |                      | ۱ (۲۰۲۲)             |
| قطر               | ۱ (۲۰۰۶)                                |                      |                      |
| کویت              |                                         | ۲ (۱۹۸۲، ۱۹۹۸)       | ۲ (۱۹۸۶، ۱۹۹۴)       |
| چین               |                                         | ۱ (۱۹۹۴)             | ۲ (۱۹۷۸، ۱۹۹۸)       |
| عربستان سعودی     |                                         | ۱ (۱۹۸۶)             | ۱ (۱۹۸۲)             |
| امارات متحدهٔ عربی |                                         | ۱ (۲۰۱۰)             | ۱ (۲۰۱۸)             |
| اسرائیل           |                                         | ۱ (۱۹۷۴)             |                      |
| مالزی             |                                         |                      | ۲ (۱۹۶۲، ۱۹۷۴)       |
| اندونزی           |                                         |                      | ۱ (۱۹۵۸)             |

* = میزبان

# = تایوان تا قبل از سال ۱۹۷۹ با نام چین تایپه شناخته میشده‌است.

## مسابقات زنان
| دوره | سال  | میزبان           |           | فینال             | فینال     | فینال     |             | رده بندی   | رده بندی | رده بندی |  | تعداد تیم‌ها |
| دوره | سال  | میزبان           | مدال طلا  | نتیجه             | مدال نقره | مدال برنز | نتیجه       | مقام چهارم |          |          |  | تعداد تیم‌ها |
| ۱    | ۱۹۹۰ | بیجینگ           | چین       | مرحله گروهی       | ژاپن      | کره شمالی | مرحله گروهی | تایوان     | ۶        |          |  |             |
| ۲    | ۱۹۹۴ | هیروشیما         | چین       | ۲–۰               | ژاپن      | تایوان    | مرحله گروهی | کره جنوبی  | ۴        |          |  |             |
| ۳    | ۱۹۹۸ | بانکوک           | چین       | ۱–۰ (گ.ط)         | کره شمالی | ژاپن      | ۲–۱         | تایوان     | ۸        |          |  |             |
| ۴    | ۲۰۰۲ | بوسان            | کره شمالی | مرحله گروهی       | چین       | ژاپن      | مرحله گروهی | کره جنوبی  | ۶        |          |  |             |
| ۵    | ۲۰۰۶ | دوحه             | کره شمالی | ۰–۰ (و.ا) (۴–۲ پ) | ژاپن      | چین       | ۲–۰         | کره جنوبی  | ۸        |          |  |             |
| ۶    | ۲۰۱۰ | گوانگ‌ژوو         | ژاپن      | ۱–۰               | کره شمالی | کره جنوبی | ۲–۰         | چین        | ۷        |          |  |             |
| ۷    | ۲۰۱۴ | اینچئون          | کره شمالی | ۳–۱               | ژاپن      | کره جنوبی | ۳–۰         | ویتنام     | ۱۱       |          |  |             |
| ۸    | ۲۰۱۸ | جاکارتا–پالم‌بانگ | ژاپن      | ۱–۰               | چین       | کره جنوبی | ۴–۰         | تایوان     | ۱۱       |          |  |             |
| ۹    | ۲۰۲۲ | هانگژو           | ژاپن      | ۴–۱               | کره شمالی | چین       | ۷–۰         | ازبکستان   | ۱۶       |          |  |             |
| ۱۰   | ۲۰۲۶ | آیچی–ناگویا      |           |                   |           |           |             |            |          |          |  |             |
| ۱۱   | ۲۰۳۰ | دوحه             |           |                   |           |           |             |            |          |          |  |             |
| ۱۲   | ۲۰۳۴ | ریاض             |           |                   |           |           |             |            |          |          |  |             |

### جدول مدال ها
| تیم       | طلا                   | نقره                        | برنز                  |
| --------- | --------------------- | --------------------------- | --------------------- |
| ژاپن      | ۳ (۲۰۱۰, ۲۰۱۸, ۲۰۲۲)  | ۴ (۱۹۹۰, ۱۹۹۴*, ۲۰۰۶, ۲۰۱۴) | ۲ (۱۹۹۸, ۲۰۰۲)        |
| کرهٔ شمالی | ۳ (۲۰۰۲, ۲۰۰۶, ۲۰۱۴)  | ۳ (۱۹۹۸, ۲۰۱۰, ۲۰۲۲)        | ۱ (۱۹۹۰)              |
| چین       | ۳ (۱۹۹۰*, ۱۹۹۴, ۱۹۹۸) | ۲ (۲۰۰۲, ۲۰۱۸)              | ۲ (۲۰۰۶, ۲۰۲۲*)       |
| کرهٔ جنوبی |                       |                             | ۳ (۲۰۱۰, ۲۰۱۴*, ۲۰۱۸) |
| تایوان    |                       |                             | ۱ (۱۹۹۴)              |

* = میزبان

## آمار

### آمار کلی مردان (۱۹۵۱ - ۱۹۹۸)+(۲۰۰۲ - ۲۰۱۴)
تا پایان ۲۰۱۴ مجموع تمام تیم‌های ملی و زیر ۲۳ سال
| Rank | Team              | Part | Pld | W  | D  | L  | GF  | GA  | Dif  | Pts |
| ---- | ----------------- | ---- | --- | -- | -- | -- | --- | --- | ---- | --- |
| ۱    | کرهٔ جنوبی         | ۱۶   | ۸۷  | ۵۸ | ۹  | ۲۰ | ۱۸۶ | ۷۱  | +۱۱۵ | ۱۸۳ |
| ۲    | ایران             | ۱۴   | ۶۸  | ۴۳ | ۹  | ۱۶ | ۱۲۸ | ۵۵  | +۷۳  | ۱۴۱ |
| ۳    | ژاپن              | ۱۷   | ۷۱  | ۴۲ | ۴  | ۲۵ | ۱۲۸ | ۷۰  | +۵۸  | ۱۳۰ |
| ۴    | چین               | ۱۱   | ۵۲  | ۳۲ | ۴  | ۱۶ | ۱۰۸ | ۵۵  | +۵۳  | ۱۰۰ |
| ۵    | تایلند            | ۱۴   | ۶۵  | ۲۷ | ۹  | ۲۹ | ۹۶  | ۸۹  | +۷   | ۹۰  |
| ۶    | عراق              | ۶    | ۴۰  | ۲۷ | ۵  | ۸  | ۷۶  | ۲۰  | +۵۶  | ۸۶  |
| ۷    | کرهٔ شمالی         | ۹    | ۴۷  | ۲۴ | ۱۲ | ۱۱ | ۷۰  | ۳۹  | +۳۱  | ۸۴  |
| ۸    | کویت              | ۱۱   | ۵۶  | ۳۲ | ۷  | ۱۷ | ۱۱۸ | ۵۵  | +۶۳  | ۷۳  |
| ۹    | هند               | ۱۴   | ۵۶  | ۲۲ | ۳  | ۳۱ | ۷۴  | ۱۰۷ | –۳۳  | ۶۹  |
| ۱۰   | ازبکستان          | ۶    | ۲۹  | ۱۸ | ۳  | ۸  | ۷۳  | ۳۴  | +۳۹  | ۵۷  |
| ۱۱   | عربستان سعودی     | ۶    | ۲۸  | ۱۴ | ۷  | ۷  | ۴۳  | ۳۰  | +۱۰  | ۴۹  |
| ۱۲   | اندونزی           | ۹    | ۳۵  | ۱۴ | ۷  | ۱۴ | ۶۳  | ۶۵  | -۲   | ۴۹  |
| ۱۳   | قطر               | ۷    | ۳۰  | ۱۲ | ۱۰ | ۶  | ۴۹  | ۲۵  | +۲۴  | ۴۶  |
| ۱۴   | امارات متحدهٔ عربی | ۷    | ۳۰  | ۱۲ | ۹  | ۹  | ۴۱  | ۳۵  | +۶   | ۴۵  |
| ۱۵   | میانمار           | ۹    | ۳۴  | ۱۳ | ۶  | ۱۴ | ۴۹  | ۶۰  | -۱۱  | ۴۵  |
| ۱۶   | مالزی             | ۱۴   | ۵۰  | ۱۲ | ۵  | ۳۳ | ۷۱  | ۱۰۳ | –۳۲  | ۴۱  |
| ۱۷   | هنگ کنگ           | ۹    | ۳۴  | ۱۱ | ۴  | ۱۳ | ۴۲  | ۵۰  | –۸   | ۳۷  |
| ۱۸   | عمان              | ۶    | ۲۲  | ۹  | ۴  | ۹  | ۴۲  | ۳۵  | +۷   | ۳۱  |
| ۱۹   | ویتنام            | ۱۰   | ۳۰  | ۹  | ۳  | ۱۸ | ۴۴  | ۵۷  | –۱۳  | ۳۰  |
| ۲۰   | تایوان            | ۳    | ۱۲  | ۹  | ۱  | ۲  | ۳۲  | ۱۸  | +۱۴  | ۲۸  |
| ۲۱   | اسرائیل           | ۲    | ۱۰  | ۸  | ۰  | ۲  | ۳۰  | ۷   | +۲۳  | ۲۴  |
| ۲۲   | ترکمنستان         | ۴    | ۱۸  | ۶  | ۶  | ۶  | ۲۹  | ۳۴  | –۵   | ۲۴  |
| ۲۳   | بحرین             | ۸    | ۲۴  | ۷  | ۴  | ۱۳ | ۳۱  | ۵۱  | –۲۰  | ۲۵  |
| ۲۴   | سنگاپور           | ۶    | ۲۱  | ۵  | ۳  | ۱۳ | ۲۹  | ۵۳  | –۲۴  | ۱۸  |
| ۲۵   | سوریه             | ۲    | ۹   | ۲  | ۵  | ۲  | ۹   | ۷   | +۲   | ۱۱  |
| ۲۶   | لبنان             | ۲    | ۸   | ۳  | ۱  | ۴  | ۲۱  | ۱۰  | +۱۱  | ۱۰  |
| ۲۷   | تاجیکستان         | ۲    | ۹   | ۳  | ۱  | ۵  | ۱۳  | ۱۹  | –۶   | ۱۰  |
| ۲۸   | بنگلادش           | ۸    | ۲۳  | ۳  | ۰  | ۲۰ | ۹   | ۶۴  | –۵۵  | ۹   |
| ۲۹   | پاکستان           | ۸    | ۲۲  | ۲  | ۲  | ۱۸ | ۲۰  | ۷۵  | –۵۵  | ۸   |
| ۳۰   | قزاقستان          | ۱    | ۵   | ۲  | ۱  | ۲  | ۸   | ۶   | +۲   | ۷   |
| ۳۱   | فلسطین            | ۴    | ۱۳  | ۲  | ۱  | ۱۰ | ۵   | ۲۸  | –۲۳  | ۷   |
| ۳۲   | یمن               | ۳    | ۱۰  | ۱  | ۲  | ۷  | ۳   | ۲۱  | –۱۸  | ۵   |
| ۳۳   | مالدیو            | ۵    | ۱۴  | ۱  | ۲  | ۱۱ | ۹   | ۳۶  | –۲۷  | ۵   |
| ۳۴   | کامبوج            | ۲    | ۵   | ۱  | ۰  | ۴  | ۵   | ۱۲  | –۷   | ۳   |
| ۳۵   | فیلیپین           | ۴    | ۱۱  | ۱  | ۰  | ۱۰ | ۵   | ۶۳  | –۵۸  | ۳   |
| ۳۶   | قرقیزستان         | ۲    | ۶   | ۰  | ۱  | ۵  | ۳   | ۱۱  | -۸   | ۱   |
| ۳۷   | یمن جنوبی         | ۱    | ۳   | ۰  | ۰  | ۳  | ۱   | ۸   | –۷   | ۰   |
| ۳۸   | لائوس             | ۲    | ۵   | ۰  | ۰  | ۵  | ۱   | ۲۰  | –۱۹  | ۰   |
| ۳۹   | افغانستان         | ۴    | ۱۰  | ۰  | ۰  | ۱۰ | ۵   | ۵۷  | –۵۲  | ۰   |
| ۴۰   | مغولستان          | ۱    | ۲   | ۰  | ۰  | ۲  | ۰   | ۲۶  | –۲۶  | ۰   |
| ۴۱   | نپال              | ۵    | ۱۵  | ۰  | ۰  | ۱۵ | ۱   | ۶۵  | –۶۴  | ۰   |
| ۴۲   | تیمور شرقی        | ۱    | ۳   | ۰  | ۰  | ۳  | ۲   | ۱۳  | –۱۱  | ۰   |
| ۴۳   | ماکائو            | ۱    | ۳   | ۰  | ۰  | ۳  | ۱   | ۲۵  | -۲۴  | ۰   |

### آمار کلی مردان (۱۹۵۱ - ۱۹۹۸)
تا پایان ۱۹۹۸ - تیم‌های ملی بزرگسالان
| Rank | Team              | Part | Pld | W  | D  | L  | GF  | GA | Dif | Pts |
| ---- | ----------------- | ---- | --- | -- | -- | -- | --- | -- | --- | --- |
| ۱    | کرهٔ جنوبی         | ۱۲   | ۶۱  | ۳۷ | ۸  | ۱۶ | ۱۲۹ | ۶۲ | +۶۷ | ۱۱۹ |
| ۲    | ایران             | ۱۰   | ۴۷  | ۳۰ | ۵  | ۱۲ | ۸۶  | ۳۴ | +۵۲ | ۹۵  |
| ۳    | ژاپن              | ۱۳   | ۵۰  | ۲۵ | ۴  | ۲۱ | ۸۳  | ۵۶ | +۲۷ | ۷۹  |
| ۴    | چین               | ۷    | ۳۷  | ۲۳ | ۳  | ۱۱ | ۸۵  | ۳۸ | +۴۷ | ۷۲  |
| ۵    | هند               | ۱۰   | ۴۴  | ۱۸ | ۲  | ۲۴ | ۶۰  | ۸۳ | –۲۳ | ۵۶  |
| ۶    | کویت              | ۷    | ۴۲  | ۲۴ | ۷  | ۱۱ | ۹۹  | ۴۲ | +۵۷ | ۴۹  |
| ۷    | عراق              | ۴    | ۲۴  | ۱۵ | ۴  | ۵  | ۴۱  | ۱۳ | +۲۸ | ۴۹  |
| ۸    | تایلند            | ۱۰   | ۴۳  | ۱۳ | ۷  | ۲۳ | ۵۹  | ۷۴ | –۲۵ | ۴۶  |
| ۹    | میانمار           | ۹    | ۳۴  | ۱۳ | ۶  | ۱۴ | ۴۹  | ۶۰ | -۱۱ | ۴۵  |
| ۱۰   | کرهٔ شمالی         | ۵    | ۲۸  | ۱۱ | ۱۰ | ۷  | ۴۰  | ۲۹ | +۱۱ | ۴۳  |
| ۱۱   | اندونزی           | ۷    | ۲۸  | ۱۲ | ۶  | ۱۰ | ۴۹  | ۴۴ | +۵  | ۴۲  |
| ۱۲   | عربستان سعودی     | ۵    | ۲۳  | ۱۱ | ۷  | ۵  | ۳۴  | ۲۴ | +۱۰ | ۴۰  |
| ۱۳   | ازبکستان          | ۲    | ۱۳  | ۱۰ | ۲  | ۱  | ۴۸  | ۱۵ | +۳۳ | ۳۲  |
| ۱۴   | مالزی             | ۱۰   | ۳۷  | ۹  | ۵  | ۲۳ | ۵۹  | ۷۲ | –۱۳ | ۳۲  |
| ۱۵   | تایوان            | ۳    | ۱۲  | ۹  | ۱  | ۲  | ۳۲  | ۱۸ | +۱۴ | ۲۸  |
| ۱۶   | اسرائیل           | ۲    | ۱۰  | ۸  | ۰  | ۲  | ۳۰  | ۷  | +۲۳ | ۲۴  |
| ۱۷   | امارات متحدهٔ عربی | ۳    | ۱۳  | ۵  | ۵  | ۳  | ۱۸  | ۱۹ | –۱  | ۲۰  |
| ۱۸   | قطر               | ۴    | ۱۵  | ۴  | ۷  | ۴  | ۱۹  | ۱۹ | ۰   | ۱۹  |
| ۱۹   | ترکمنستان         | ۲    | ۱۱  | ۴  | ۵  | ۲  | ۱۷  | ۱۸ | –۱  | ۱۷  |
| ۲۰   | ویتنام            | ۶    | ۱۷  | ۵  | ۲  | ۱۰ | ۲۷  | ۳۳ | –۶  | ۱۷  |
| ۲۱   | هنگ کنگ           | ۵    | ۱۴  | ۵  | ۱  | ۸  | ۲۴  | ۳۳ | –۹  | ۱۶  |
| ۲۲   | بحرین             | ۴    | ۱۴  | ۳  | ۳  | ۸  | ۱۲  | ۳۷ | –۲۵ | ۱۲  |
| ۲۳   | عمان              | ۲    | ۸   | ۳  | ۲  | ۳  | ۱۸  | ۱۷ | +۱  | ۱۱  |
| ۲۴   | سنگاپور           | ۴    | ۱۴  | ۳  | ۲  | ۹  | ۲۲  | ۳۹ | –۱۷ | ۱۱  |
| ۲۵   | قزاقستان          | ۱    | ۵   | ۲  | ۱  | ۲  | ۸   | ۶  | +۲  | ۷   |
| ۲۶   | پاکستان           | ۵    | ۱۴  | ۲  | ۱  | ۱۱ | ۱۸  | ۵۲ | –۳۴ | ۷   |
| ۲۷   | لبنان             | ۱    | ۵   | ۲  | ۰  | ۳  | ۹   | ۷  | +۲  | ۶   |
| ۲۸   | بنگلادش           | ۴    | ۱۱  | ۲  | ۰  | ۹  | ۳   | ۲۷ | –۲۴ | ۶   |
| ۲۹   | تاجیکستان         | ۱    | ۵   | ۱  | ۱  | ۳  | ۸   | ۱۳ | –۵  | ۴   |
| ۳۰   | کامبوج            | ۲    | ۵   | ۱  | ۰  | ۴  | ۵   | ۱۲ | –۷  | ۳   |
| ۳۱   | فیلیپین           | ۴    | ۱۱  | ۱  | ۰  | ۱۰ | ۵   | ۶۳ | –۵۸ | ۳   |
| ۳۲   | سوریه             | ۱    | ۳   | ۰  | ۲  | ۱  | ۳   | ۵  | –۲  | ۲   |
| ۳۳   | یمن               | ۲    | ۷   | ۰  | ۲  | ۵  | ۰   | ۱۶ | –۱۶ | ۲   |
| ۳۴   | یمن جنوبی         | ۱    | ۳   | ۰  | ۰  | ۳  | ۱   | ۸  | –۷  | ۰   |
| ۳۵   | مالدیو            | ۱    | ۲   | ۰  | ۰  | ۲  | ۰   | ۷  | –۷  | ۰   |
| ۳۶   | لائوس             | ۱    | ۲   | ۰  | ۰  | ۲  | ۱   | ۱۱ | –۱۰ | ۰   |
| ۳۷   | افغانستان         | ۲    | ۴   | ۰  | ۰  | ۴  | ۴   | ۱۷ | –۱۳ | ۰   |
| ۳۸   | مغولستان          | ۱    | ۲   | ۰  | ۰  | ۲  | ۰   | ۲۶ | –۲۶ | ۰   |
| ۳۹   | نپال              | ۴    | ۱۲  | ۰  | ۰  | ۱۲ | ۱   | ۵۲ | –۵۱ | ۰   |

### آمار کلی مردان (۲۰۰۲ - ۲۰۱۴)
تا پایان ۲۰۱۴ - تیم‌های ملی زیر ۲۳ سال
| Rank | Team              | Part | Pld | W  | D | L  | GF | GA | Dif | Pts |
| ---- | ----------------- | ---- | --- | -- | - | -- | -- | -- | --- | --- |
| ۱    | کرهٔ جنوبی         | ۴    | ۲۶  | ۲۱ | ۱ | ۴  | ۵۷ | ۹  | +۴۸ | ۶۴  |
| ۲    | ژاپن              | ۴    | ۲۱  | ۱۷ | ۰ | ۴  | ۴۵ | ۱۴ | +۳۱ | ۵۱  |
| ۳    | ایران             | ۴    | ۲۱  | ۱۳ | ۴ | ۴  | ۴۲ | ۲۱ | +۲۱ | ۴۶  |
| ۴    | تایلند            | ۴    | ۲۲  | ۱۴ | ۲ | ۶  | ۳۷ | ۱۵ | +۲۲ | ۴۴  |
| ۵    | کرهٔ شمالی         | ۴    | ۱۹  | ۱۳ | ۲ | ۴  | ۳۰ | ۱۰ | +۲۰ | ۴۱  |
| ۶    | عراق              | ۲    | ۱۶  | ۱۲ | ۱ | ۳  | ۳۵ | ۷  | +۲۸ | ۳۷  |
| ۷    | چین               | ۴    | ۱۵  | ۹  | ۱ | ۵  | ۲۳ | ۱۷ | +۶  | ۲۸  |
| ۸    | قطر               | ۳    | ۱۵  | ۸  | ۳ | ۲  | ۳۰ | ۶  | +۲۴ | ۲۷  |
| ۹    | امارات متحدهٔ عربی | ۴    | ۱۷  | ۷  | ۴ | ۶  | ۲۳ | ۱۶ | +۷  | ۲۵  |
| ۱۰   | ازبکستان          | ۴    | ۱۶  | ۸  | ۱ | ۷  | ۲۵ | ۱۹ | +۶  | ۲۵  |
| ۱۱   | کویت              | ۴    | ۱۴  | ۸  | ۰ | ۶  | ۱۹ | ۱۳ | +۶  | ۲۴  |
| ۱۲   | هنگ کنگ           | ۴    | ۲۰  | ۶  | ۳ | ۵  | ۱۸ | ۱۷ | +۱  | ۲۱  |
| ۱۳   | عمان              | ۴    | ۱۴  | ۶  | ۲ | ۶  | ۲۴ | ۱۸ | +۶  | ۲۰  |
| ۱۴   | اردن              | ۳    | ۱۳  | ۴  | ۴ | ۵  | ۲۰ | ۱۶ | +۴  | ۱۶  |
| ۱۵   | بحرین             | ۴    | ۱۰  | ۴  | ۱ | ۵  | ۱۹ | ۱۴ | +۵  | ۱۳  |
| ۱۶   | ویتنام            | ۴    | ۱۳  | ۴  | ۱ | ۸  | ۱۷ | ۲۴ | –۷  | ۱۳  |
| ۱۷   | هند               | ۴    | ۱۲  | ۴  | ۱ | ۷  | ۱۴ | ۲۴ | –۱۰ | ۱۳  |
| ۱۸   | سوریه             | ۱    | ۶   | ۲  | ۳ | ۱  | ۶  | ۲  | +۴  | ۹   |
| ۱۹   | عربستان سعودی     | ۱    | ۵   | ۳  | ۰ | ۲  | ۹  | ۶  | +۳  | ۹   |
| ۲۰   | مالزی             | ۴    | ۱۳  | ۳  | ۰ | ۱۰ | ۱۲ | ۳۱ | –۱۹ | ۹   |
| ۲۱   | ترکمنستان         | ۲    | ۷   | ۲  | ۱ | ۴  | ۱۲ | ۱۶ | –۴  | ۷   |
| ۲۲   | اندونزی           | ۲    | ۷   | ۲  | ۱ | ۴  | ۱۴ | ۲۱ | -۷  | ۷   |
| ۲۳   | سنگاپور           | ۳    | ۹   | ۱  | ۴ | ۴  | ۷  | ۱۴ | –۷  | ۷   |
| ۲۴   | فلسطین            | ۴    | ۱۳  | ۲  | ۱ | ۱۰ | ۵  | ۲۸ | –۲۳ | ۷   |
| ۲۵   | تاجیکستان         | ۱    | ۴   | ۲  | ۰ | ۲  | ۵  | ۶  | –۱  | ۶   |
| ۲۶   | مالدیو            | ۴    | ۱۲  | ۱  | ۲ | ۹  | ۹  | ۲۹ | –۲۰ | ۵   |
| ۲۷   | لبنان             | ۱    | ۳   | ۱  | ۱ | ۱  | ۱۲ | ۳  | +۹  | ۴   |
| ۲۸   | بنگلادش           | ۴    | ۱۲  | ۱  | ۰ | ۱۱ | ۶  | ۳۷ | –۳۱ | ۳   |
| ۲۹   | یمن               | ۱    | ۳   | ۱  | ۰ | ۲  | ۳  | ۵  | –۲  | ۳   |
| ۳۰   | قرقیزستان         | ۲    | ۶   | ۰  | ۱ | ۵  | ۳  | ۱۱ | -۸  | ۱   |
| ۳۱   | پاکستان           | ۳    | ۸   | ۰  | ۱ | ۷  | ۲  | ۲۳ | –۲۱ | ۱   |
| ۳۲   | لائوس             | ۱    | ۳   | ۰  | ۰ | ۳  | ۰  | ۹  | –۹  | ۰   |
| ۳۳   | تیمور شرقی        | ۱    | ۳   | ۰  | ۰ | ۳  | ۲  | ۱۳ | –۱۱ | ۰   |
| ۳۴   | نپال              | ۱    | ۳   | ۰  | ۰ | ۳  | ۰  | ۱۳ | –۱۳ | ۰   |
| ۳۵   | ماکائو            | ۱    | ۳   | ۰  | ۰ | ۳  | ۱  | ۲۵ | -۲۴ | ۰   |
| ۳۶   | افغانستان         | ۲    | ۶   | ۰  | ۰ | ۶  | ۱  | ۴۰ | –۳۹ | ۰   |

### آمار کلی زنان (۱۹۹۰ - ۲۰۱۴)
تا پایان ۲۰۱۴ - تیم‌های ملی بزرگسالان زنان
| Rank | Team      | Part | Pld | W  | D | L  | GF  | GA | Dif  | Pts |
| ---- | --------- | ---- | --- | -- | - | -- | --- | -- | ---- | --- |
| ۱    | چین       | ۷    | ۳۳  | ۲۳ | ۵ | ۵  | ۱۱۷ | ۱۳ | +۱۰۴ | ۷۴  |
| ۲    | ژاپن      | ۷    | ۳۴  | ۲۲ | ۶ | ۶  | ۱۰۷ | ۲۵ | +۸۲  | ۷۲  |
| ۳    | کرهٔ شمالی | ۶    | ۲۹  | ۲۰ | ۶ | ۳  | ۹۰  | ۱۳ | +۷۷  | ۶۶  |
| ۴    | کرهٔ جنوبی | ۷    | ۳۲  | ۱۴ | ۲ | ۱۶ | ۷۰  | ۶۸ | +۲   | ۴۴  |
| ۵    | تایوان    | ۶    | ۲۵  | ۵  | ۵ | ۱۵ | ۳۸  | ۴۶ | –۸   | ۲۰  |
| ۶    | ویتنام    | ۵    | ۱۹  | ۳  | ۲ | ۱۴ | ۱۶  | ۶۲ | –۴۶  | ۱۱  |
| ۷    | تایلند    | ۴    | ۱۲  | ۳  | ۱ | ۸  | ۲۷  | ۴۶ | -۱۹  | ۱۰  |
| ۸    | هند       | ۲    | ۶   | ۱  | ۰ | ۵  | ۱۶  | ۵۶ | -۴۰  | ۳   |
| ۹    | اردن      | ۳    | ۹   | ۰  | ۱ | ۸  | ۳   | ۶۷ | -۶۴  | ۱   |
| ۱۰   | مالدیو    | ۱    | ۳   | ۰  | ۰ | ۳  | ۰   | ۳۸ | -۳۸  | ۰   |
| ۱۱   | هنگ کنگ   | ۲    | ۸   | ۰  | ۰ | ۸  | ۰   | ۵۱ | -۵۱  | ۰   |